# This Love (The Veronicas-dal)
A This Love egy dance-rock stílusú dal, melynek szerzője Toby Gad, illetve az akkor még ismeretlen Kesha. A dal a The Veronicas második, Hook Me Up című albumán kapott helyet. Ausztráliában harmadik kislemezként jelent meg 2008. március 30-án digitálisan, majd április 14-én CD formájában.
Szövege egy távolsági kapcsolatról szól, arról, hogy nem adják fel, és távolságtól függetlenül szeretik egymást. Ausztráliában top 10-es, Új-Zélandon top 20-as lett a dal, tizedik és tizennegyedik lett az ottani listákon.

## Videóklip
A videóklipet Potts Pointban, Ausztráliában forgatták, és egy hétig tartott a forgatás. 2008. március 25-én debütált ausztrál zenei csatornákon. Dean Geyer is szerepet kapott a kisfilmben, a lányok barátaikat is meghívták a klipbe, hogy éreztessék szerelmüket.

## Kereskedelmi fogadtatás
A This Love Ausztráliában és Új-Zélandon örvendett nagy sikernek. 2008 áprilisában az ARIA listáján 14. lett. Az ötödik héten tizedik lett, majd öt hónapot töltött a listán. Arany minősítést vívott ki magának a szigetországban, 35 000 eladott példány után. Új-Zélandon 37. helyen debütált, majd 14. helyig jutott, és ugyanennyi hetet töltött a kislemezlistán.

## Számlista
CD kislemez/digitális kislemez
1. This Love – 2:59
2. Don’t Say Goodbye (közreműködik Tania Doko) – 2:56
3. Untouched (Listen Deep Remix) – 4:32

## Megjelenések
| Ország     | Dáum              | Kiadó        | Formátum           |
| ---------- | ----------------- | ------------ | ------------------ |
| Ausztrália | 2008. március 10. | Sire Records | Digitális letöltés |
| Ausztrália | 2008. április 14. | Sire Records | CD kislemez        |